# Fyre Festival
Fyre Festival foi um festival de música na ilha paradisíaca de Great Exuma, nas Bahamas, em 2017, anunciado como luxuoso, mas que, na prática, não passou de um tremendo fracasso graças à sua enorme desorganização, aos dormitórios improvisados, à escassez de comida e até de água. Organizado pelo empresário americano Billy McFarland (e supostamente co-organizado pelo rapper Ja Rule), o Festival, que foi agendado para ocorrer nos dias 28 a 30 de abril e de 05 a 07 de maio de 2017, foi divulgado por estrelas mundiais, como Kendall Jenner, Bella Hadid, Alessandra Ambrósio e Hailey Baldwin. Entre as atrações musicais prometidas estavam os grupos Blink-182 e Major Lazer.
Durante o fim de semana inaugural do Festival, o evento teve problemas relacionados a segurança, alimentação, acomodações, serviços médicos e relações com artistas, sendo por isso cancelado, mas sem dar assistência aos participantes, e resultando no adiamento do festival indefinidamente. Em vez das casas de luxo e refeições gourmet para as quais os participantes do festival pagaram ingressos de até US$ 100 mil, os participantes encontraram tendas de acampamento da FEMA, com colchões colocados no chão encharcado pela chuva, e refeições que se limitavam a sanduíches pré-embalados com duas fatias de queijo, alface e tomate.

## Prejuízos e detenções
Em 2018, o empresário Billy McFarland foi condenado a seis anos de prisão por fraude. Uma ação judicial registrada em Los Angeles, acusou o Fyre Festival de deixar os participantes "em uma situação perigosa" em uma ilha remota por falta de comida, água, abrigo e atendimento médico adequados.
Pelo menos 80 investidores perderam mais de US$ 24 milhões pelo financiamento do evento.
O rapper Ja Rule, que foi inicialmente apresentado como co-organizador do evento, não foi preso ou acusado de conexão com a fraude. Seus advogados argumentaram que McFarland usou o nome e as conexões do artista para promover o festival.

## Na cultura popular
- Em janeiro 2019, a Netflix exibiu o documentário "Fyre: O Grande Evento que Nunca Aconteceu", que foca no planejamento desastroso do festival.[2]
- Também em janeiro de 2019, o serviço de streaming dos EUA Hulu, exibiu um outro documentário sobre o evento,[2] intitulado "Fyre Fraud".
- Em fevereiro de 2019, foi divulgado que o evento viraria um filme de comédia no estilo de "Popstar: Sem Parar, Sem Limites".[3]